# Paulo Jorge Fernandes Sereno
Paulo Jorge Fernandes Sereno (sinh ngày 24 tháng 10 năm 1983 ở Santarém, Bồ Đào Nha), hay Gutty Sereno, là một cầu thủ bóng đá người Bồ Đào Nha thi đấu cho Vilafranquense ở vị trí tiền vệ.

## Sự nghiệp câu lạc bộ
Anh ra mắt chuyên nghiệp tại Giải bóng đá hạng nhất quốc gia Síp cho Doxa Katokopias vào ngày 6 tháng 2 năm 2010 trong trận đấu trước Anorthosis Famagusta.